# Mollinedia ovata
Mollinedia ovata là một loài thực vật có hoa trong họ Monimiaceae. Loài này được Ruiz & Pav. miêu tả khoa học đầu tiên năm 1798.